# Ľudmila Pajdušáková
Ľudmila Pajdušáková, slovaška astronomka, * 29. junij 1916, Radošovce, okraj Senica, Slovaška, † 6. oktober 1979, Vyšné Hágy (Visoke Tatre), Slovaška.

## Delo
Pajdušáková se je ukvarjala z astronomijo Sonca. Odkrila ali je bila soodkriteljica pri petih kometih. To so periodični komet 45P/Honda-Mrkos-Pajdušáková in neperiodični kometi C/1946 K1 (Pajdušáková-Rotbart-Weber), C/1948 E1 (Pajdušáková-Mrkos), C/1951 C1 (Pajdušáková) ter C/1953 X1 (Pajdušáková). Opazovala je na Observatoriju Skalnaté pleso.
Njej v čast so poimenovali asteroid 3636 Pajdušáková, ki ga je 17. oktobra 1982 odkril češki astronom Antonín Mrkos (1918 – 1996). Mrkos je bil verjetno nekaj časa tudi njen soprog.

## Zunaje povezave
- Osmrtnica in življenjepis (angleško)